# Jean Baptiste Boudard
Jean Baptiste Boudard (nacido en París en 1710, fallecido en Sala Baganza el 23 de octubre de 1778) fue un escultor francés del siglo XVIII, que realizó una gran parte de su obra en Italia, con el duque de Parma y en Roma.

## Biografía

### Los años de formación
Jean-Baptiste nacido en Parás en 1710, su padre era director de la producción de las monedas en la corte de Luis XIV. Rápidamente, manifestó sus aptitudes artísticas y obtuvo , en 1732, el Premio de Roma en escultura. Recibió una pensión de la Academia de Francia en Roma (estancia en el palacio Mancini) y en 1736 obtuvo la certificación como un escultor y permaneció en Roma hasta 1740 , estudiando las obras de los antiguos Museos Capitolinos y de la Ciudad del Vaticano. Allí comparte su experiencia con sus compañeros Pigalle, Lemoyne y Edmé Bouchardon. 
Obtuvo la protección del embajador de Francia el duque de Saint-Aignan y realizó diferentes obras, entre ellas la estatua de San Gregorio para la balaustrada de la basílica de San Juan de Letrán, la estatua del profeta Oseas para la iglesia del Santissimo Nome di Maria. En 1741, se trasladó a Nápoles con Guillaume François Antoine, marqués de L'Hôpital y en 1746 regresa a Francia donde realizó, bajo la dirección del arquitecto Jacques-Germain Soufflot, los ornamentos de la iglesia de San Bruno de loss Chartreux en Lyon y las estatuas para el convento de las Damas de Saint-Pierre, el actual museo de las Bellas Artes de Lyon.

## La estancia en Parma
Se pone al servicio del banquero Claude Bonnet, consejero financiero del infante Felipe de Borbón, que estuvo especializado en el hallazgo de nuevos talentos artísticos . Bonnet apadrinó al escultor frente a Guillaume du Tillot, intendente general de la casa real de Borbón-Parma. El 1 de diciembre de 1748, Boudard se compromete con la corte de Felipe de Borbón, que en esa época se encontraba instalada en Chambéry, antes de trasladarse a Parma en 1749.
Nombrado escultor oficial del duque, ocupó un taller en la Rochetta, edificio que se encontraba en el ala oeste del Palacio de la Pelota. El artista consagró los primeros años de su estancia en la ciudad emiliana en la organización del lugar de trabajo mientras realizaba un pequeño número de obras.
En la década de 1750, el arquitecto francés Pierre Contant d'Ivry es invitado a planificar la modernización de los jardines del ducado, y fue Boudard en encargado de la realización de un ambiciosos programa de esculturas. En 1753, presentó las primeras obras : Baco 'y Arián, Zéfiro y Flora); en 1754 cocluye el Apolo y Venus; en el transcurso de los años siguientes produjo además una Nayade levantada por un sátiro, la estatua de Palès y Triptolèmo (1756) y el grupo de Vertumne y Pomona (1757); El proyecto tuvo todavía una gran variedad de estatuas como un Sileno, la ninfa Egle, Mnasile y Chromis (1766), inspirado en el Églogas de Virgilio . Boudard también fue responsable de la ejecución de una colección de jarrones de mármol blanco a partir de los dibujos de Petitot .
La colaboración con Petitot continúa con la renovación del Palacio Ducal de Colorno que Felipe quiere restaurar según el modelo de Versalles. Es particularmente notable en la decoración de la Gran Sala ( 1755 - en 1756 ); este salón, que se debe al diseño del arquitecto de Lyon, debe gran parte de su elegante decoración a la formación de Boudard, que puede moderar la exuberancia del estilo rococó con una sintaxis clásica aprendida de Soufflot.
Publicó en Parma en 1759 , una iconología en tres volúmenes de varios artistas, que incluye más de 630 copias con subtítulos en francés e italiano, y precedida por una larga introducción.
Hizo muchos retratos de los monumentos de la familia ducal y funerarios, entre ellos el de Leopoldo de Hesse-Darmstadt, segundo marido de Enriqueta d'Este, de la familia ducal de Módena, y la viuda de Alejandro Farnesio. Este monumento se encuentra en la iglesia de los Capuchinos de Fidenza ( 1765 ). En 1766 , los dominicos al cargo de la Basílica de Bolonia , le contratan para dar los últimos toques al monumento de Santo Domingo, en que había trabajado Nicola Pisano y Miguel Ángel . Es la escena del entierro de Santo Domingo, que finaliza el 15 de octubre de 1758 .
El 1 de abril de 1768 , se convirtió en el primer escultor de la corte, pero al sufrir hidropesía , se vio obligado a buscar tratamiento en Sala Baganza , donde murió entre el 22 y el 23 de octubre. Está enterrado en la iglesia parroquial de la pequeña ciudad de Parma .

## Estilo
Los primeros trabajos de Boudard están marcados por la influencia del clasicismo, del que poco a poco se emancipó para desarrollar un estilo más libre y personal. Sus temas son tomados de la tradición mitográfica como grupos de Céfiro y Flora, Baco y Ariadna, Apolo y Venus, que adornan los jardines del palacio ducal de Parma.

## Obras

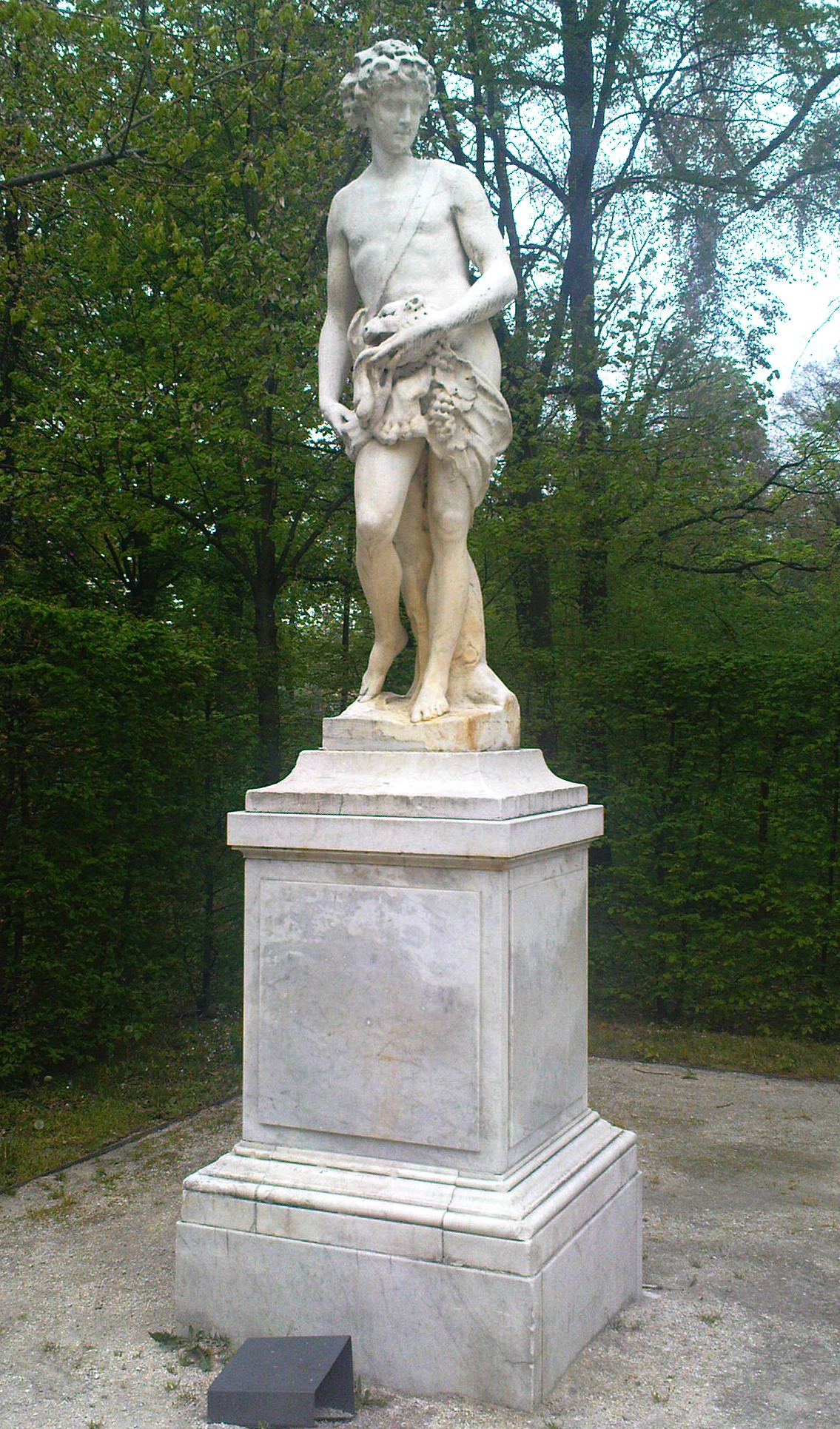
Bacchus, 1753, mármol de Carrara, Parme, Jardín Ducal
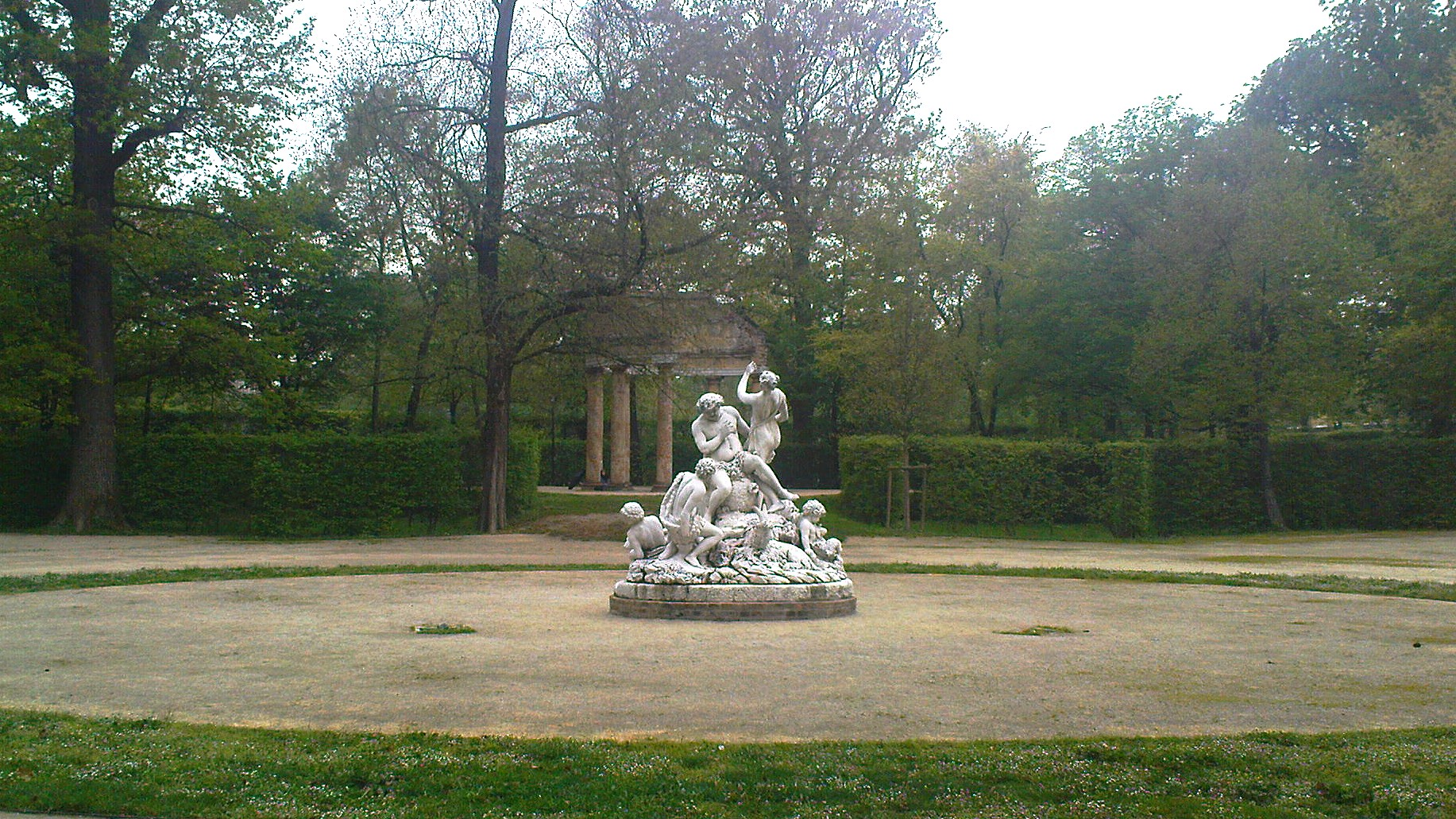
Groupe autour de Silene, 1766, mármol de Carrara, Parma, Jardín Ducal
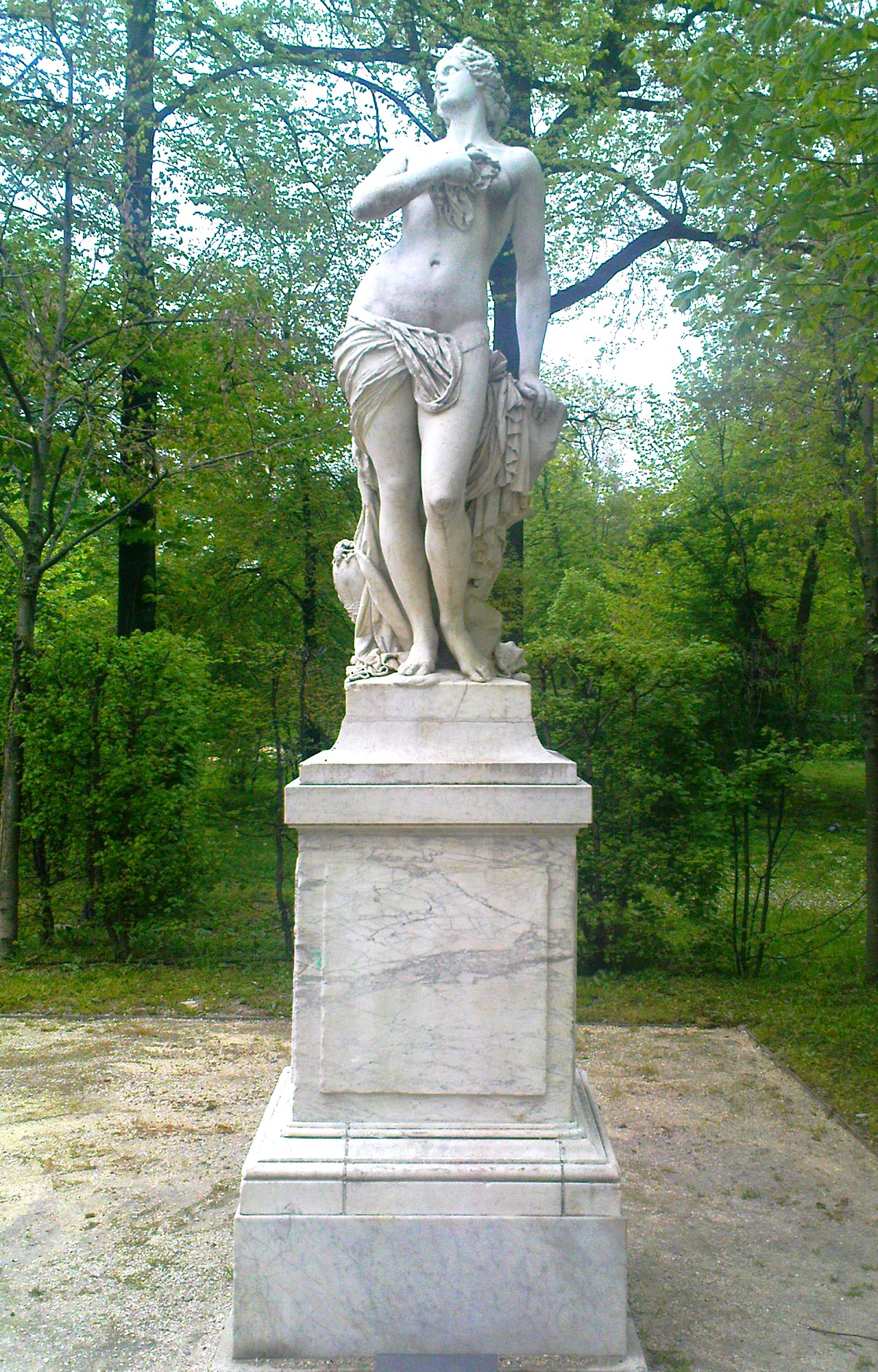
Ariane, 1753, mármol de Carrara, Parma, Jardín Ducal
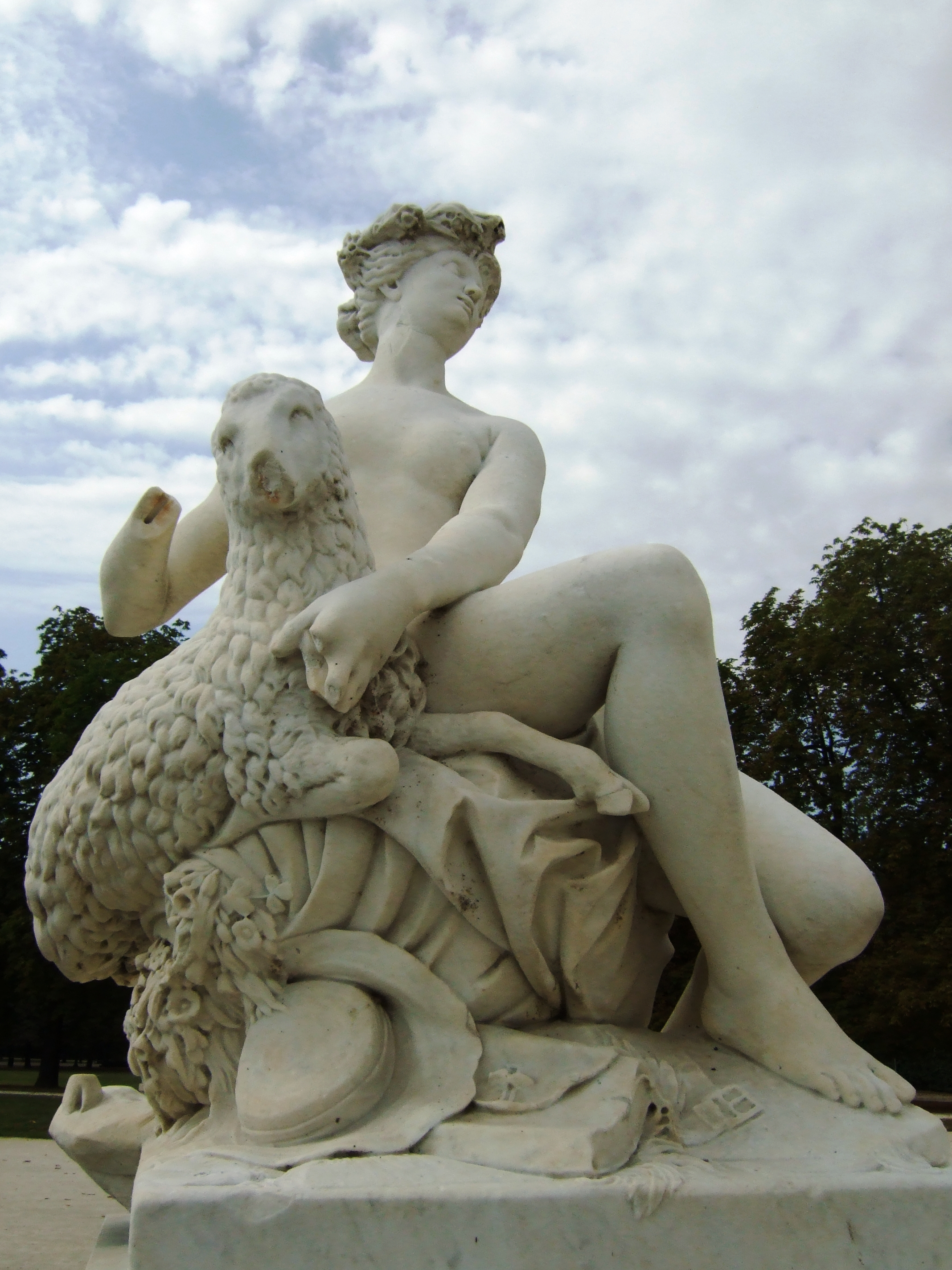
Pales, mármol de Carrara, Parma, Jardín Ducal

## Recursos
- L. Dussieux: Les artistes français à l'étranger, París, Gide et J. Baudry, 1856
- Francesco Barocelli, Jean-Baptiste Boudard 1710-1768, Electa, Milán, 1990. ISBN 88-435-3342-8.
- Wikimedia Commons alberga una categoría multimedia sobre Jean Baptiste Boudard.
- Esta obra contiene una traducción  derivada de «Jean Baptiste Boudard» de Wikipedia en francés, publicada por sus editores bajo la Licencia de documentación libre de GNU y la Licencia Creative Commons Atribución-CompartirIgual 4.0 Internacional.

- Datos: Q3170527
- Multimedia: Jean Baptiste Boudard / Q3170527